# Heptaptera cilicica
Heptaptera cilicica är en flockblommig växtart som först beskrevs av Pierre Edmond Boissier och Benedict Balansa, och fick sitt nu gällande namn av Thomas Gaskell Tutin. Heptaptera cilicica ingår i släktet Heptaptera och familjen flockblommiga växter. Inga underarter finns listade i Catalogue of Life.